# 克罗城堡
克罗城堡（Château de la Croë）是一个占地8公顷大型别墅，位于法国南部蓝色海岸阿尔卑斯滨海省昂蒂布的昂蒂布角半岛。古典主义建筑，建于1927年，业主为联合报业总经理波默罗伊·伯顿爵士，建筑师Armand-Albert Rateau。
1936年爱德华八世退位成为温莎公爵，除了巴黎府邸之外，又在1938年5月，租用了城堡。公爵夫人装修了房子。 
1948年，丘吉尔夫妇在此与温莎公爵夫妇庆祝结婚四十周年。
希腊船王亚里士多德·奥纳西斯1950年至1957年拥有的城堡，与社交名媛珍妮莱茵兰德的私情暴露后出售了这座建筑。
2001年，俄罗斯商人阿布拉莫维奇出资3千万英镑购入这座城堡.又出资3千万英镑进行修复。